# Giuseppe Antonio Brescianello
Giuseppe Antonio Brescianello (né v. 1690 à Bologne, en Émilie-Romagne et mort en 1757 ou 1758 à Stuttgart, en Allemagne) est un musicien italien du XVIIIe siècle, chef d'orchestre et interprète réputé de l'époque baroque, aujourd'hui connu surtout pour ses compositions pour la guitare classique.

## Biographie
Giuseppe Antonio Brescianello est né à Bologne dans la région d’Émilie-Romagne en Italie. Son nom est mentionné pour la première fois dans un document daté de 1715, dans lequel on apprend que l’Électeur de Bavière l’a nommé violoniste dans son orchestre de cour à Munich.
Déjà en 1716, après la mort de Johann Christoph Pez, il obtient le poste de directeur et maître des concerts de la chambre à la cour du Wurtemberg à Stuttgart. En 1717, il est nommé Hofkapellmeister. 
Vers 1718, il compose l’œuvre pastorale La Tisbe, qu’il dédie à l’archiduc Eberhard-Louis de Wurtemberg, dans l’espoir vain de la mettre en répertoire pour le théâtre de Stuttgart. 
Entre 1719 et 1721, il rencontre Reinhard Keiser, qui tente à plusieurs reprises, sans succès, de prendre sa place. 
En 1731, Brescianello devient Oberkapellmeister, mais en 1737, les problèmes financiers conduisent la cour à licencier le personnel de l’opéra, dont Brescianello lui-même, qui se consacre plus à la composition, écrivant les 12 concerts et symphonies et, quelque temps plus tard, les 18 pièces pour gallichone (gallichone signifie ici mandola, un instrument semblable au luth avec un timbre qui rappelle celui de la guitare moderne). 
Quand, en 1744, les problèmes financiers à la cour se réduisent, il est de nouveau engagé comme Oberkapellmeister par le duc Karle Eugen, surtout "en raison de ses connaissances particulières dans le domaine de la musique et de son excellente habileté". Il dirige la musique de cour et l’opéra jusqu’à sa retraite (entre 1751 et 1755). Ses successeurs seront Ignaz Holzbauer puis Niccolò Jommelli.

## Œuvres
- 12 concerti et symphonies op. 1 (Amsterdam, 1738)
- Concerti à 3
- Une quinzaine de sonates
- 1 Prélude et 18 Partitas pour calichon (Gallichone)
- Symphonie à 4
- Divers concerti et symphonies concertantes
- La Tisbe (Opera pastorale), 1717/1718
- Messe solenne (pour quattro voix)
- 2 cantates Sequir fera che fugge e Core amante di perche

## Enregistrements
- Concerti et sinphonie, op. 1 [1738] - Ensemble Banchetto Musicale (juin 1998/mai 1999, 2CD Dynamic CDS 291/1-2) (OCLC 48043683)
- Partite I à VI, per chitarra classica - Giovanni Caruso, guitare (3-6 septembre 2001, Tactus TC 692701) (OCLC 53944872)
- Concerti, sinfonie, ouverture - La Cetra Barockorchester Basel, dir. David Plantier et Václav Luks (septembre 2002, Glossa)[1] (OCLC 956879365)
- Concerti à 3 Vol. 1 - Ensemble Der Musikalische Garten : Germán Echeverri Chamorro, Karoline Echeverri Klemm, violons ; Annekatrin Beller, violoncelle ; Daniela Niedhammer, clavecin (24-26 juin 2016, SACD Corviello Classics COV 91705) (OCLC 1013997242)
- Sonatas from the Dresden Pisendel Collection, œuvres de Giuseppe Torelli, Georg Friedrich Händel, Silvius Leopold Weiss, Nicola Porpora et Giuseppe Antonio Brescianello par la Batzdorfer Hofkapelle (Accent)